# Discocyrtus singularis
Discocyrtus singularis is een hooiwagen uit de familie Gonyleptidae.